# レボアルファアセチルメタドール
レボアルファアセチルメタドール（INN：levacetylmethadol）は、メサドンに似た構造をした合成オピオイドの1つである。なお、デクストゥロアルファアセチルメタドールは、レボアルファアセチルメタドールの光学異性体である。

## 構造

レボアルファアセチルメタドールの構造。キラル中心のおける絶対配置は、図示してある通り、いずれもS体である。

その構造から明らかなように、レボアルファアセチルメタドールには2箇所のキラル中心が存在する。したがって、その組み合わせによって、4通りの立体配座が存在する。この4通りの混合物がアセチルメタドールである。その中の2通りの化合物に該当するアルファアセチルメタドールを、光学分割して、左旋性の分子だけにした物が、レボアルファアセチルメタドールである。これらは、いずれも、化学式がC23H31NO2であり、したがって、そのモル質量は、約353.50 (g/mol)である。なお、常温常圧では固体として存在し、その常圧での融点は215 ℃である。

## 生理活性・毒性

### 作用持続時間
レボアルファアセチルメタドールは、CYP3A4で代謝されるものの、その半減期は、約2.6日と長い。さらに、レボアルファアセチルメタドールの生理活性は、レボアルファアセチルメタドールの代謝物もまた生理活性を有する分だけ、長く続く。具体的には、経口投与したレボアルファアセチルメタドールは、初回通過効果によって、脱メチル化反応を受け易いものの、脱メチル化されたノルレボアルファアセチルメタドールも生理活性を有する。そればかりか、その後、さらに代謝されて、さらに脱メチル化された、ジノルレボアルファアセチルメタドールも生理活性を有するのである。しかも、これらの代謝物の活性は、レボアルファアセチルメタドールよりも高い。これらが、レボアルファアセチルメタドールを投与した際に、作用持続時間が長い理由である。
また、しばしば薬物の生理活性は、その立体配置異性体によって異なり、それはアルファアセチルメタドールの場合にも言える。アルファアセチルメタドールの場合は、生理活性の継続時間の違いが見られる。右旋性のデクストゥロアルファアセチルメタドール（d-alphacetylmethadol）も生理活性を有するものの、左旋性のレボアルファアセチルメタドール（l-alphacetylmethadol）の方が、生理活性が長く継続する。

### 毒性
毒性については、ラセミ体の状態であるアルファアセチルメタドール（dl-alphacetylmethadol）のまま使うよりも低い。マウスを使った実験では、ラセミ体のままのアルファアセチルメタドールのLD50は、経口投与で118.3 (mg/kg)であった。これに対して、光学分割を行ったレボアルファアセチルメタドールを、マウスに経口投与した場合のLD50は、172.8 (mg/kg)であった。マウスに皮下注射した場合でも、ラセミ体のままのアルファアセチルメタドールのLD50は61 (mg/kg)なのに対して、レボアルファアセチルメタドールのLD50は110 (mg/kg)であった。
なお、アルファアセチルメタドールとはジアステレオマーの関係にあるベータアセチルメタドールは、アルファアセチルメタドールと比べて生理活性が弱い上に、アルファアセチルメタドールと比べて毒性が強いため、もはや、ベータアセチルメタドールは医療用途に用いられなくなった。

### 薬理
レボアルファアセチルメタドールは、オピオイドμ受容体の作動薬である。ただし、レボアルファアセチルメタドールは、これだけでなく、神経細胞のニコチン性受容体のNNα3β4受容体に対して、非競合阻害をする作用も有する。

## 用途
レボアルファアセチルメタドールは、オピオイド依存症の患者に対して、その依存症から抜け出すための治療薬として、第2選択で用いられる場合がある。すなわち、メサドンやブプレノルフィンなどを用いても、オピオイド依存症を抜け出せなかった患者に対して用いる。したがって、それらで治療を試みていない依存症患者には、基本的に用いない。
レボアルファアセチルメタドールを用いる場合は、それを塩酸塩の形にして製剤化した薬剤を、経口投与して用いる。半減期が長いので、レボアルファアセチルメタドールは1週間に2回か3回の投与で充分である。

## 歴史
レボアルファアセチルメタドールは1993年にオピオイド依存症の治療薬として、アメリカ合衆国で認可された。なお、1993年8月までレボアルファアセチルメタドールは、アメリカ合衆国の規制物質法のスケジュールIに指定されていた。その後、スケジュールIIに変更された。
一方で、2001年にはレボアルファアセチルメタドールが致死性の不整脈を引き起こすとして、ヨーロッパの市場からは締め出された。
また、2003年には、レボアルファアセチルメタドールの塩酸塩を、10 (mg/mL)の濃度で市販していた、商品名「Orlaam」のアメリカ合衆国での製造が打ち切られた。
なお、例えば、オーストラリアやカナダなどでは、レボアルファアセチルメタドールの使用自体が認可されていない。